# Joshua Sturm
Joshua Sturm (6 maggio 2001) è uno sciatore alpino austriaco.

## Biografia
Originario di Sankt Leonhard im Pitztal e attivo in gare FIS dal novembre del 2017, Sturm ha esordito in Coppa Europa il 29 novembre 2019 a Funäsdalen in slalom speciale, senza qualificarsi per la seconda manche, e ai Mondiali juniores di Bansko 2021 ha vinto la medaglia di bronzo nella medesima specialità. Sempre in slalom speciale il 12 dicembre 2021 ha debuttato in Coppa del Mondo a Val-d'Isère, senza completare la gara, e il 7 gennaio 2022 a Berchtesgaden ha conquistato la prima vittoria, nonché primo podio, in Coppa Europa; ai successivi Mondiali juniores di Panorama 2022 ha vinto la medaglia d'argento nella gara a squadre. Non ha preso parte a rassegne olimpiche o iridate.

## Palmarès

### Mondiali juniores
- 2 medaglie:
  - 1 argento (gara a squadre a Panorama 2022)
  - 1 bronzo (slalom speciale a Bansko 2021)

### Coppa del Mondo
- Miglior piazzamento in classifica generale: 109º nel 2025

### Coppa Europa
- Miglior piazzamento in classifica generale: 19º nel 2022
- 4 podi:
  - 1 vittoria
  - 1 secondo posto
  - 2 terzi posti

#### Coppa Europa - vittorie
| Data           | Località      | Paese    | Specialità |
| -------------- | ------------- | -------- | ---------- |
| 7 gennaio 2022 | Berchtesgaden | Germania | SL         |

Legenda:

SL = slalom speciale

### South American Cup
- Miglior piazzamento in classifica generale: 9º nel 2024
- 3 podi:
  - 1 vittoria
  - 1 secondo posto
  - 1 terzo posto

#### South American Cup - vittorie
| Data              | Località     | Paese     | Specialità |
| ----------------- | ------------ | --------- | ---------- |
| 13 settembre 2023 | Cerro Castor | Argentina | SL         |

Legenda:

SL = slalom speciale

### Campionati austriaci
- 3 medaglie:
  - 2 ori (slalom gigante, slalom speciale nel 2023)
  - 1 argento (slalom speciale nel 2025)